# Diogo Dalot
José Diogo Dalot Teixeira (Braga, 18. ožujka 1999.) portugalski je nogometaš koji igra na poziciji desnog beka. Trenutačno igra za Manchester United i portugalsku nogometnu reprezentaciju.

## Klupska karijera

### Porto
Diogo Dalot se pridružio mlađim uzrastima Porta 2008. godine. Za prvu momčad debitirao je 13. listopada 2017. u utakmici kupa protiv kluba Lusitano de Évora koji je eliminiran rezultatom 0:6.

### Manchester United
Dana 6. lipnja 2018. Diogo Dalot prešao je u Manchester United, s kojim je potpisao petogodišnji ugovor, za iznos od 19 milijuna funti. Debitirao je 19. rujna 2018. u gostujućoj utakmici UEFA Lige prvaka 2018./19. protiv Young Boysa koji je dobio Manchester United 2:1.

### Milan (posudba)
Manchester United je posudio Dalota Milanu u sezoni 2020./21. Debitirao je za Milan 22. listopada 2020. u pobjedi nad Celticom od 3:1 u grupnoj fazi UEFA Europske lige 2020./21..

## Reprezentativna karijera

### Portugal
Diogo Dalot igrao je za selekcije Portugala do 15, 16, 17, 19, 20 i 21 godinu. Za seniorsku reprezentaciju debitirao je u posljednjoj utakmici skupine F Europskog prvenstva 2020. protiv Francuske s kojom je Porutgal igrao 2:2.